# Ke petit (kana)
En l'escriptura japonesa, , anomenat «petit ke» és un caràcter kana japonès poc conegut. És la forma petita del Ke (kana け).
És l'abreviació del kanji 箇 que és usat com un comptador. Es pronuncia com «ka» o «ga» o de vegade «ko». La regla de pronunciació és si es fa servir en una paraula com a comptador, com és el cas d'二ヶ月(nikkagetsu, «dos mesos»), es pronuncia «ka». Si fos el nom d'un lloc com青木ヶ原 (Aokigahara) es pronuncia «ga».
Incidentalment, "~ヶ原" (gahara) significa «camp de…» i apareix ocasionalment en alguns topònims del Japó.
La versió grossa (ケ) també es fa servir de la mateixa manera, però només en noms d'establiments, com 鎌ケ谷 (Kamagaya).